# Städtisches Louise-Schroeder-Gymnasium
Das Städtische Louise-Schroeder-Gymnasium ist ein naturwissenschaftlich-technologisches und sprachliches Gymnasium im Münchner Stadtbezirk Allach-Untermenzing.

## Geschichte
Das Gymnasium wechselte 1982 den Standort. Das alte Gebäude war das Schulhaus des Käthe-Kollwitz-Gymnasiums sowie eine Zweigstelle in der Allacher Straße. Die Schule ist nach der SPD-Politikerin und Berliner Bürgermeisterin von 1947/1948, Louise Schroeder, benannt. Das neue Gebäude ist Teil eines Schulzentrums mit der Grundschule an der Pfarrer-Grimm-Straße und der Carl-Spitzweg-Realschule.

## Unterricht
Es werden zwei Bildungszweige angeboten, der naturwissenschaftlich-technologische Zweig mit Englisch als erster und Latein oder Französisch als zweiter Fremdsprache, sowie der neusprachliche Zweig mit Latein oder Französisch als zweiter und Italienisch als dritter Fremdsprache.

## Mediale Ausstattung
Die Schule wurde als eine der ersten in München mit einem Breitband-Internetzugang ausgestattet. Etwa zeitgleich mit der Einrichtung dieses Internetzugangs wurde auch begonnen, einen Webserver einzurichten, auf dem auch Schüler, Lehrer, Eltern und anderen Interessierte Websites bereitstellen können (Webhosting). Auf dem Webserver, der von der schuleigenen Administratorengruppe, die aus Schülern unterschiedlicher Jahrgangsstufen besteht, verwaltet wird, steht jedem Schüler und Lehrer ein eigenes Web zur Verfügung. Diese Webs können nur von Schülern der Schule eingesehen werden.
Die Schule verfügt über sechs Computerräume mit jeweils einem Lehrerrechner, Projektionsmöglichkeit und einem  Whiteboard. Außerdem befindet sich in jedem Klassenzimmer ein Computer und ein fest montierter Beamer.  Die gesamte Schule ist vernetzt, sodass Lehrkräfte, Schülerinnen und Schüler die neuen Informationstechniken als Arbeitsmittel nutzen können.
Im Jahr 2000 wurde an der Schule das Konzept der „virtuellen Hefte“ entwickelt. Lehrkräfte können, begleitend zum Unterricht, Unterrichtsinhalte, Arbeitsaufträge, Schülerarbeiten und Bildmaterial im Intranet der Schule ablegen. Dieses Konzept wurde im Rahmen des Wettbewerbs InfoSchul des Bundesministeriums für Bildung und Forschung entwickelt. Das Pädagogische Institut der Stadt München entwickelt das Projekt weiter und macht es für alle Münchner Schulen zugänglich.
Für die Nutzung der digitalen Infrastruktur steht ein schulinternes Beratungsteam zur Verfügung, das sowohl pädagogische als auch technische Unterstützung bietet.

## Besonderheiten
Seit dem Schuljahr 2002/03 wird das Schulprofil durch mindestens eine Bläserklasse in der fünften und sechsten Klasse ergänzt. Diese Klassen haben zwei Jahre lang zusätzlich zum normalen Unterricht das Fach Klassenmusizieren sowie am Nachmittag gesonderten Instrumentalunterricht in Kleingruppen.

## Bekannte ehemalige Schüler
Max Wiedemann und Quirin Berg, zwei ehemalige Schüler des Städtischen Louise-Schroeder-Gymnasiums, gewannen 2006 den Deutschen Filmpreis in Gold sowie den Oscar 2007 für ihren Film Das Leben der Anderen. Anlässlich dieses Erfolges besuchten die Jahrgangsstufen 9–11 eine Kinovorstellung des Filmes, bei der auch Max Wiedemann anwesend war und Fragen der Schüler beantwortete.
Die Schauspielerin Nadeshda Brennicke besuchte das Gymnasium zwischen 1984 und 1989, verließ es dann jedoch Richtung Schauspielschule. Am 14. April 2016 hat sie das Louise-Schroeder-Gymnasium im Rahmen des jährlichen Frühlingskonzerts als „Schule ohne Rassismus – Schule mit Courage“ ausgezeichnet.